# Клоучек, Томаш
Томаш Клоучек (чеш. Tomáš Klouček; 7 марта 1980, Прага — 16 марта 2025, Медведин, Bedřichov, Чехия) — чешский хоккеист, защитник. Известен по выступлениям за клубы «Барыс» и «Лев» (Попрад) в Континентальной хоккейной лиге. Также провёл 141 матч в Национальной хоккейной лиге.

## Карьера
Выступал за команды «Кейп-Бретон Скриминг Иглз» (QMJHL), «Хартфорд Вулф Пэк» (АХЛ), «Нью-Йорк Рейнджерс», «Нэшвилл Предаторз», «Милуоки Эдмиралс» (АХЛ), «Атланта Трэшерз», «Славия» (Прага), «Оцеларжи Тршинец», «Били Тигржи Либерец», «Чикаго Вулвз» (АХЛ), «Сиракьюз Кранч» (АХЛ), ХК «Злин», «Барыс», «Лев» (Попрад), «Кошице», «Рытиржи Кладно», «Орли Зноймо», «Эпиналь» (Франция).

## Гибель
Клоучек погиб 16 марта 2025 года в результате несчастного случая во время катания на лыжах в Шпиндлерув-Млине в возрасте 45 лет.

## Статистика
В чемпионатах НХЛ — 141 матч, 10 очков (2 гола, 8 передач).
В чемпионатах АХЛ — 291 матч, 45 очков (8 голов, 37 передач).
В чемпионатах КХЛ — 128 матчей, 35 очков (7 голов, 28 передач).
В Чешской Экстралиге — 177 матчей, 25 очков (8 голов, 17 передач).
В Словацкой Экстралиге — 52 матча, 10 очков (1 гол, 9 передач).
В Чешской первой лиге — 30 матчей, 6 очков (2 гола, 4 передачи).
В Лиге Магнуса (чемпионат Франции) — 67 матчей, 28 очков (7 голов, 21 передача).
В юниорской лиге Квебека — 61 матч, 21 очко (4 гола, 17 передач).
В Австрийской хоккейной лиге — 4 матча.
В Лиге Чемпионов — 3 матча.
В Кубке Французской лиги — 3 матча, 1 передача
В Кубке Франции — 1 матч.
Всего за карьеру — 958 матчей, 181 очко (39 голов, 142 передачи).

## Достижения
- Обладатель Кубка Колдера: 2000
- Бронзовый призёр чемпионата Чехии: 2005
- Чемпион Словакии: 2014